# しのり〜
しのり〜（しのりー）は、アダルトゲームメーカーKeyのグラフィッカー。京都府出身。女性。ペンネームにしのりんを使ったこともある。Key内などでは「しのり」と発音することもある。
Key設立前の、Tactics時代からのスタッフである。

## 主な参加作品
- 究極正義セクシーマーブル (MayfarSoft 1996) - 原画・キャラクターデザイン
- MOON. (Tactics 1997) - グラフィック
- ONE 〜輝く季節へ〜 (Tactics 1998) - グラフィック
- Kanon (Key 1999) - 原画
- AIR (Key 2000) - グラフィック
- CLANNAD (Key 2004) - グラフィック